# Morón, Cuba
Morón là trong 10 đô thị ở tỉnh Ciego de Ávila ở miền trung Cuba. Đây là đô thị quan trọng thứ hai và là đô thị cổ nhất ở tỉnh. Morón là thành phố gần nhất các khu nghỉ mát tại Cayo Coco và Cayo Guillermo.
Đô thị này nằm ở phía bắc thành phố Ciego de Ávila, giáp Bolivia về phía đông, Chambas về phía tây, Bay of Buena Vista và Jardines del Rey về phía bắc và Ciro Redondo về phía nam. Vùng này chủ yếu là đồng bằng với các đồi nhỏ ở phía bắc. Bờ biển bắc có các đầm lầy.
Morón có phá nước tự nhiên lớn nhất ở Cuba, Laguna de Leche, với diện tích 67,2 km² (25,9 mi²). Cayo Guillermo, một trong các cay của quần đảo Jardines del Rey nằm ở phía bắc của Morón, qua vịnh Chó (Bahia Perros).
Đô thị này được chia thành các barrio Coronel Hernández, Cupeyes, Este, Guadalupe, Mabuya, Marroquí, Oeste, Punta Alegre, Ranchuelo, Santa Gertrudis, Simón Reyes o Sandoval và Tamarindo.
Hoạt động kinh tế chủ yếu là nông nghiệp và du lịch

## Dân số
Năm 2004, Morón có dân số 60.612 người. With a total area of 615 km² (237,5 mi²), với mật độ dân số 98,6người/km² (255,4người/sq mi).

#### Cư dân nổi tiếng
- Pío Leyva